# Malviès
Malviès is een gemeente in het Franse departement Aude (regio Occitanie) en telt 268 inwoners (1999). De plaats maakt deel uit van het arrondissement Limoux.

## Geografie
De oppervlakte van Malviès bedraagt 7,1 km², de bevolkingsdichtheid is 37,7 inwoners per km².
De onderstaande kaart toont de ligging van Malviès met de belangrijkste infrastructuur en aangrenzende gemeenten.

## Demografie
Onderstaande figuur toont het verloop van het inwonertal (bron: INSEE-tellingen).

Vanwege een beveiligingsprobleem met de MediaWiki Graph-software is het momenteel niet mogelijk deze grafiek weer te geven. Zodra de software is bijgewerkt zal de grafiek vanzelf weer zichtbaar worden.